# Mesbrecourt
Mesbrecourt est une localité de Mesbrecourt-Richecourt, dont elle est le chef-lieu, et une ancienne commune française, située dans le département de l'Aisne en région Hauts-de-France.

## Histoire
La commune de Mesbrecourt a été créée lors de la Révolution française. Le 8 septembre 1845, elle est supprimée par ordonnance et elle fusionne avec la commune voisine de Richecourt. La nouvelle entité prend le nom de Mesbrecourt-Richecourt.

## Administration
Jusqu'à sa fusion avec Richecourt en 1845, la commune faisait partie du canton de Crécy-sur-Serre dans le département de l'Aisne. Elle appartenait aussi à l'arrondissement de Laon depuis 1801 et au district de Laon entre 1790 et 1795. La liste des maires de Richecourt est :
| Période                                  | Période | Identité | Étiquette | Qualité |
| ---------------------------------------- | ------- | -------- | --------- | ------- |
|                                          |         |          |           |         |
| Les données manquantes sont à compléter. |         |          |           |         |

## Démographie
Jusqu'en 1845, la démographie de Mesbrecourt était :
| 1793 | 1800 | 1806 | 1821 | 1831 | 1836 | 1841 |
| ---- | ---- | ---- | ---- | ---- | ---- | ---- |
| 320  | 355  | 427  | 452  | 509  | 510  | 520  |